# Paraquet hadművelet
A Paraquet-hadművelet során 1982 áprilisában, a Falkland-szigeteki háború kezdeti szakaszában a brit 317.9 harccsoport visszafoglalta Déli-Georgia szigetét és megadásra kényszerítette az ott állomásozó argentin tengerészgyalogos különítményt.

## A műveletben részt vevő erők

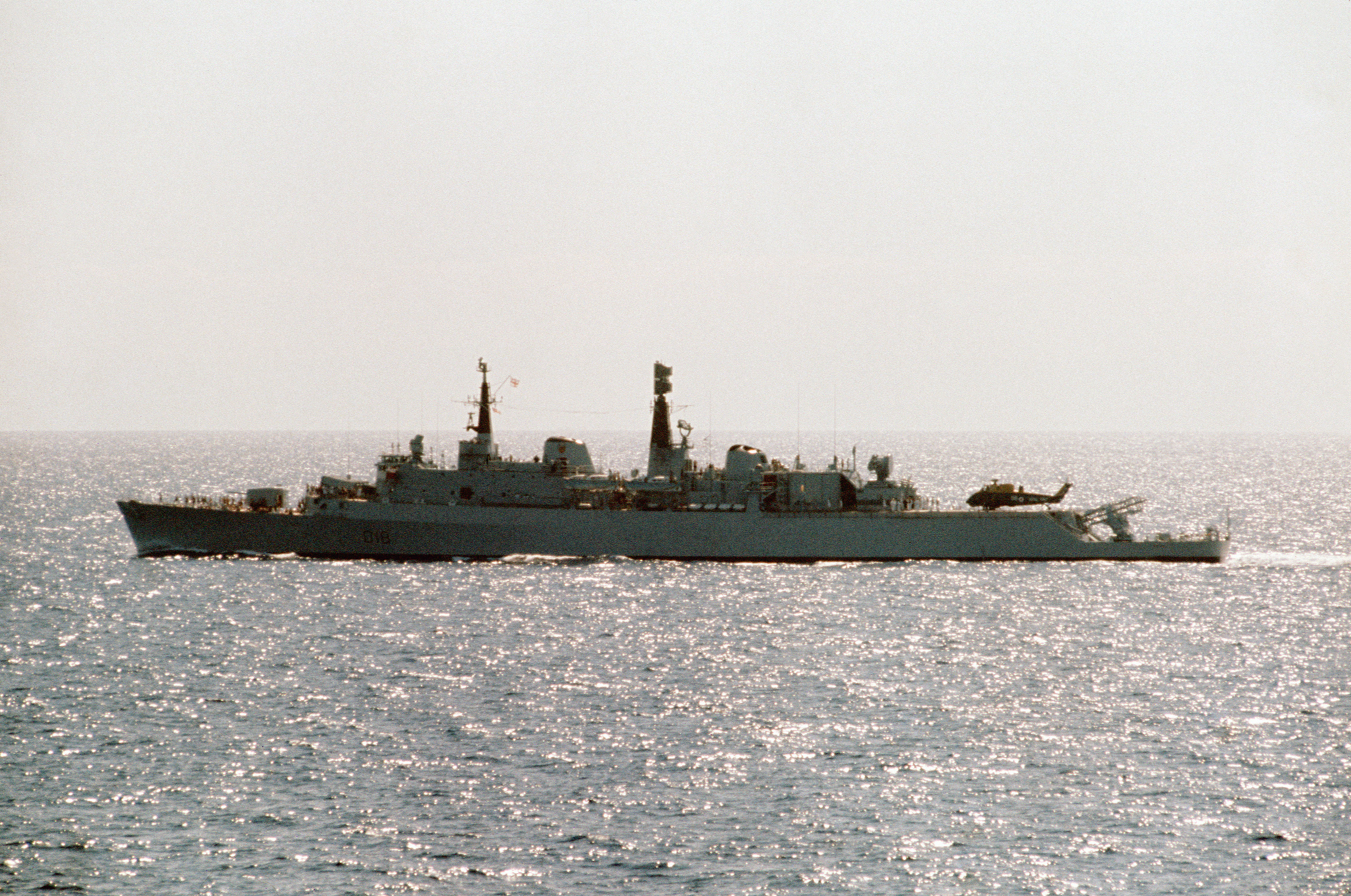
Az HMS Antrim romboló

A művelet végrehajtását Sir John Fieldhouse admirális, a Falkland-szigetek visszafoglalására összeállított brit harci kötelék parancsnoka 1982. április 12-én rendelte el. A feladat végrehajtására kijelölt 317.9 számú harccsoportot Brian Young kapitány (az HMS Antrim parancsnoka) vezetésével a következő hajók és erők alkották:
- HMS Antrim romboló (1 Wessex helikopterrel)
- HMS Plymouth fregatt (1 Wasp helikopterrel)
- RFA Tidespring tanker, fedélzetén a 42. tengerészgyalogos kommandó dandár M százada, az SAS D századának hegyi szakasza és az SBS egy különítménye
- HMS Endurance antarktiszi járőrhajó (2 Wasp helikopterrel)
- HMS Conqueror tengeralattjáró

A szigeten állomásozó argentin erők két helyőrségből álltak, a nagyobb Grytviken-ben Luis Lagos korvettkapitány parancsnoksága alatt, a kisebb Leith-ben Alfredo Astiz korvettkapitány parancsnoksága alatt. A váltásukat szállító ARA Santa Fe tengeralattjáró április 9-én indult el Argentínából.

## A Paraquet-művelet

### Kezdeti tevékenységek
A brit harccsoportból elsőként, április 19-én az HMS Conqueror érkezett Déli-Georgia szigetéhez és végrehajtotta a kulcsfontosságú partszakaszok felderítését. Április 20-án egy Handley Page Victor felderítő repülőgép hajtott végre átrepülést a sziget fölött, hogy légifényképeket készítsen és észlelje az esetleg a térségben tartózkodó argentin hajókat. Sem az HMS Conqueror, sem a repülőgép nem észlelt argentin hajókat a körzetben.
A hetekig a sziget közelében tartózkodó HMS Endurance is szolgáltatott felderítési információkat a brit harccsoportnak, miután április 14-én csatlakozott a 317.9 harccsoporthoz 1600 kilométerre északra Déli-Georgiától.
Az eredeti terv szerint a különleges műveleti erők rejtett partraszállása vezette volna be a műveletet, amelyek után azonosítaniuk kellett volna az argentin tengerészgyalogosok elhelyezkedését és pontos erejét, előkészítve a főerőt képező brit tengerészgyalogosok támadását.

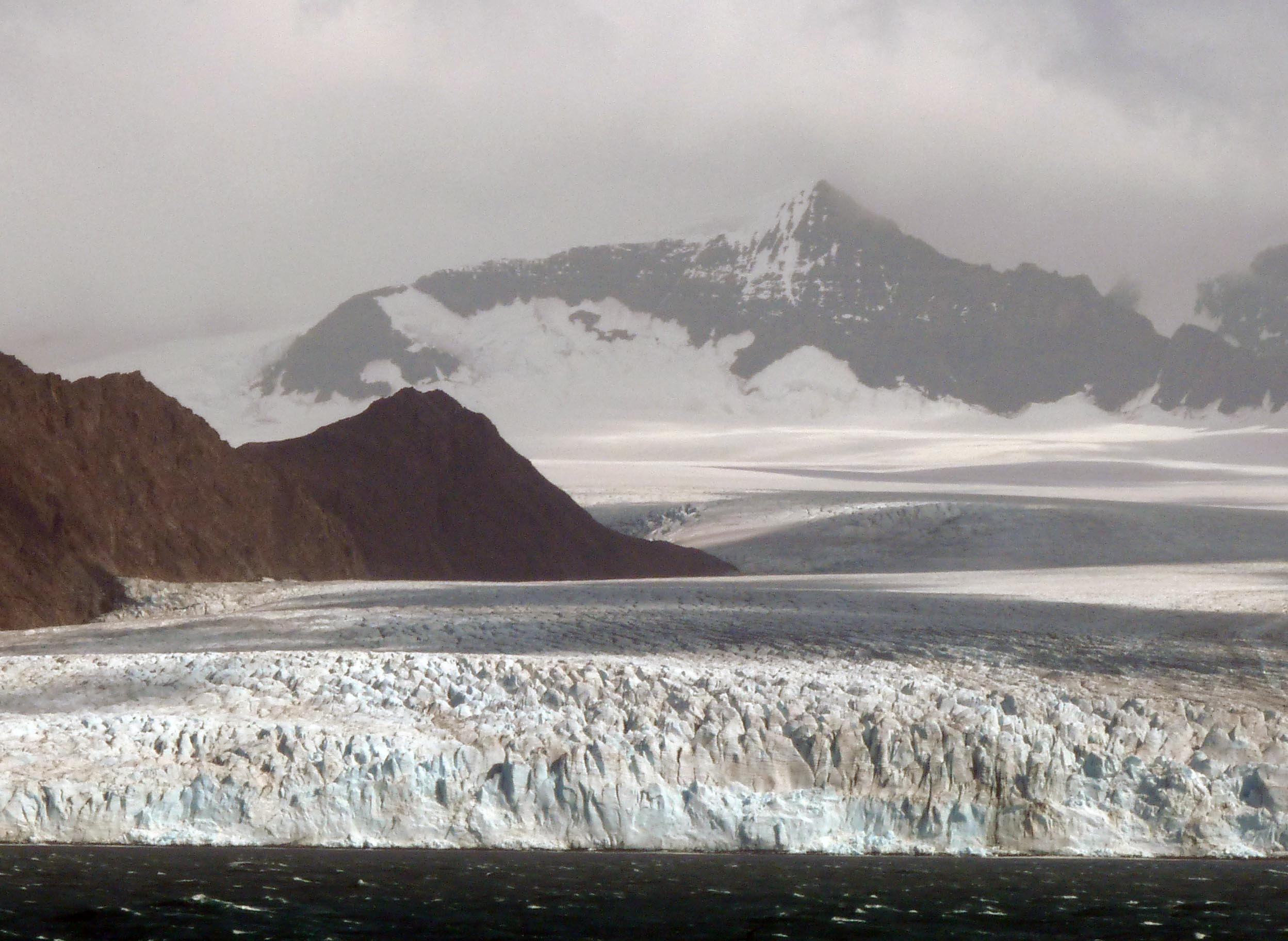
A Fortuna-gleccser

Április 21-én az SAS szakasz helikopterrel kirakásra került a Fortuna-gleccseren. A rossz időjárás miatt ez csak másodjára sikerült. Április 22-én 11 óra körül a hóvihar és hideg miatt a csoport kiemelést kért. A minimális látótávolság és erős szél miatt a kiemelés során két helikopter lezuhant. A személyi állományt sikerült egy harmadik helikopteren kimenteni. Az SBS csoport megpróbált csónakokon eljutni a szigetre, de a viharos időjárás részben ezt a kísérletet is meghiúsította.
Április 23-án egy SBS csoport Gemini csónakokkal sikeresen partraszállt a Moraine fjordnál, az SAS csoportot pedig ismét kirakták a Fortune gleccseren, amely ezúttal végre tudta hajtani a felderítést.

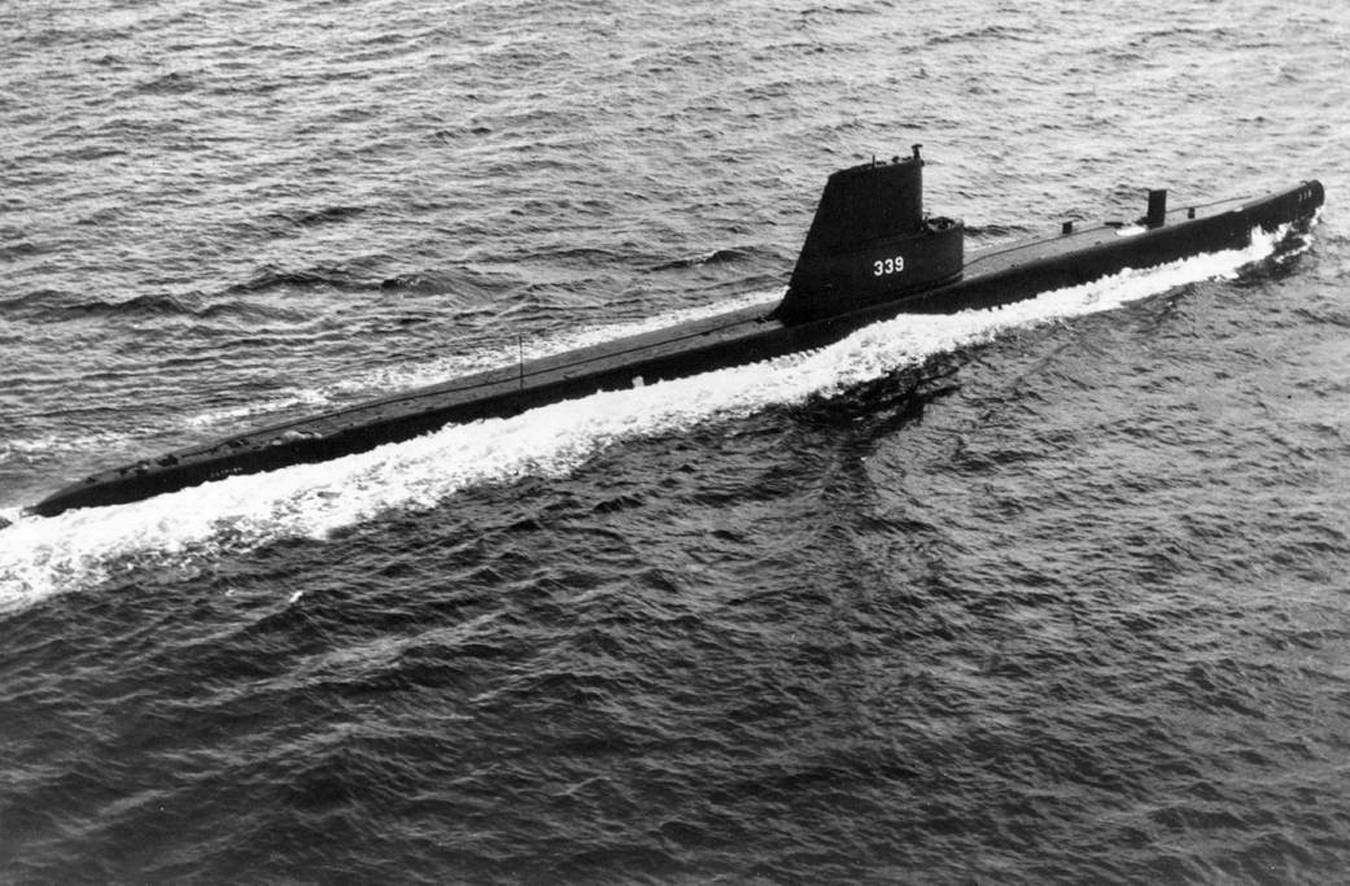
Az ARA Santa Fe a vízfelszínen

Április 23-án a brit hajók észlelték az ARA Santa Fe jelenlétét. Attól tartva, hogy az argentin tengeralattjáró feladata a brit hajók megtámadása, a kezdeti tervet megváltoztatták. Az RFA Tidespring tankert távolabb rendelték Dél-Georgiáról és a brit harccsoport fő feladata az argentin tengeralattjáró lokalizálása lett.
Április 24-én az HMS Brilliant fregatt is csatlakozott a 317.9 harccsoporthoz, a fedélzetén két Lynx helikopterrel.
Az ARA Santa Fe a brit erőfeszítések ellenére április 24-én kikötött Grytvikenben. Április 25-én 11 óra körül az HMS Antrim egyik helikoptere megtalálta a nyílt vízen nyugat felé tartó tengeralattjárót és két mélységi bombát dobott rá. Annak ellenére, hogy a brit helikopterek legalább 6 rakétát lőttek ki rá, és lemerülésre képtelenné vált, az ARA Santa Fe vissza tudott térni Grytvikenbe. A tengeralattjáró egyik tengerésze megsérült a helikopterekkel vívott tűzharc során.

### Déli-Georgia visszafoglalása
Noha a tengerészgyalogosokat szállító RFA Tidespring körülbelül 250 kilométeres távolságra volt a szigettől, a brit vezetés az azonnali támadás mellett döntött. A művelet további elhalasztása gondot jelentett volna a hajók újratankolásában, illetve Young kapitány bízott abban is, hogy a megrongált tengeralattjáró látványa is csökkenti az argentin morált.
Mialatt az HMS Antrim és az HMS Plymouth erődemonstráció céljából 235 darab 114 mm-es gránátot lőtt ki a Grytviken melletti dombokra, a brit tengerészgyalogos századot helikopterekkel kirakták az SAS és SBS csoportok által azonosított kirakókörletben. 17 óra 15 perckor Lagos korvettkapitány letette a fegyvert az elsöprő túlerő előtt.
A Leith-ben tartózkodó 16 fős argentin csoport április 26-án adta meg magát. Ugyanezen a napon Felix Artuso őrmestert lelőtte egy brit tengerészgyalogos, mert azt hitte, hogy szabotázst akar elkövetni az ARA Santa Fe-n.
Az üzenetet, amelyben Young kapitány jelentette a brit háborús kabinetnek Déli-Georgia visszafoglalását, a közvélemény pozitív befolyásolása céljából széles körben terjesztették Nagy-Britanniában:
"Örömmel jelentem Őfelségének, hogy a brit hadilobogó az Union Jack mellett lobog Déli-Georgián. Isten óvja a királynőt!"
Miután felszedték az általuk telepített aknákat, a 156 argentin hadifoglyot és további 38 argentin civil munkást az RFA Tidespring fedélzetén április 30-án Montevideóba szállították.

## Kitüntetések
- Brian Young kapitány a Falkland-szigeteki háború után Distinguished Service Order-t kapott, méltatásában kiemelve a Paraquet-hadművelet vezetése során tanúsított érdemeit[6]
- Ian Stanley korvettkapitány, az HMS Antrim helikopterpilótája az SAS csoport helikopteres kiemelése során tanúsított bátorsága és kötelességtudata miatt Distinguished Service Order-t kapott[2]

## Fordítás
- Ez a szócikk részben vagy egészben  az   Operation Paraquet című angol Wikipédia-szócikk fordításán alapul.  Az eredeti cikk szerkesztőit annak laptörténete sorolja fel. Ez a jelzés csupán a megfogalmazás eredetét és a szerzői jogokat jelzi, nem szolgál a cikkben szereplő információk forrásmegjelöléseként.